# Steen Andersen Bille (viceadmiral)
 Der er flere personer med dette navn, se Steen Andersen Bille.
Steen Andersen Bille (født 5. december 1797 i København, død 2. maj 1883 smst) var dansk viceadmiral og marineminister, søn af admiral Steen Andersen Bille, far til Frantz Bille.
Allerede som barn vaktes hans levende interesse for marinen ved den fremragende rolle, faderen som chef for sødefensionen 1807 spillede, og ved de mange ledende søofficerers besøg i hans forældres Hus; som 12-årig dreng blev han kadet, 7 år senere sekondløjtnant, året efter udnævnt til kammerjunker og 6 år dernæst (1823) forfremmet til premierløjtnant.

## I udlandet
1820 gik Bille efter et togt til Vestindien med fregatten «Minerva» i fransk tjeneste sammen med sin ældre broder, løjtnant Ernst Bille, som året efter døde på hjemrejsen fra Rio, foretog med linjeskibet «Colosse» et interessant togt til Brasilien og Sydamerikas vestkyst og kom hjem til Danmark i slutningen af 1821.
Da Frankrigs Forhold til Spanien 2 år senere blev spændt, trådte han imidlertid på ny ind i den franske marine, kom om bord i fregatten «Hermione» og overværede som fører for en deling bombarderfartøjer bombardementet af Cadiz, da denne by erobredes af Hertugen af Angouléme, sejlede derefter med et andet Skib til de græske farvande, hvor frihedskrigen var i fuld gang, og fik her rig lejlighed til at betragte kampen mellem tyrkere og grækere på nært hold, ligesom han også kom i personlig Berøring med de tyrkiske anførere Ibrahim, Kapudan-Pascha og Ismail Gibraltar. I et livligt sprog har han beskrevet sine oplevelser fra disse kampagner i sine Barndoms- og Ungdomserindringer (i Fra alle Lande 1869 og 1870). Ved udtrædelsen af den franske tjeneste 1825 dekoreredes han med Ordenen "pour le mérite militaire".

## I dansk tjeneste
Efter sin hjemkomst fik Bille, som stod i personligt bekendtskabsforhold til kong Frederik 6., kommandoen over den kgl. Lystdamper «Kiel», foretog senere et togt til Vestindien som næstkommanderende på briggen «St. Thomas» foruden nogle mindre orlogstogter, blev 1828 lærer på Søkadetakademiet og giftede sig året efter med Caroline Bülow (født 25. september 1808 død 15. januar 1887), datter af general Frantz Bülow og Eleonora født baronesse de Selby.
1830 ansattes han som opvartende kavaler hos Prinsesse Caroline; 1834 avancerede han til kaptajnløjtnant, 1841 til kaptajn. Som sådan var Bille 1840-41 næstkommanderende for fregatten «Bellona» på togt til Sydamerika, senere, 1844, chef for kadetkorvetten «Flora», der hjemførte daværende kronprins Frederik fra Færøerne, og endelig betroedes der ham 1845 chefskommandoen over korvetten «Galathea», som fra 1845-47 foretog sin bekendte jordomsejling, der findes beskreven i hans værk: Korvetten Galatheas Rejse omkring Jorden (1853).
Med dette togt afsluttede Bille sine oversøiske rejser. På togtet indkøbtes i Indien 1846 en damper, «Ganges», med hvilken kaptajn Richard Aschlund og daværende løjtnant Andreas Bjørn Rothe, begge af korvettens besætning, foretog en rejse til Nikobarøerne, hvor en kolonisation blev forsøgt. På grund af øernes usunde klima blev denne imidlertid kort efter atter opgivet, hvorpå englænderne senere have overtaget højhedsretten.

## Treårskrigen
Da flåden udrustedes ved Treårskrigens start i 1848, fik Bille ordre til at forrette tjeneste som næstkommanderende ved Østersø-eskadren under kommandør Frederik August Paludans overbefaling og gik som sådan om bord i dampskibet «Hekla» (kaptajn C. Køpke), med hvilket han udfoldede den største aktivitet, dels ved at overføre tropper, dels efter evne medvirkende til fjendens beskydning så vel 6.-7. April under de danske troppers overgang fra Als til Holnæs som 9. samme måned ved Flensborg, da hæren kæmpede mod oprørerne i Slaget ved Bov. Senere, da hæren trak nord på og gik over Lillebælt, efter at preusserne under general Friedrich Ernst von Wrangel var trængte op og havde besat halvøen, fulgte eskadren, bestående af korvetterne «Galathea» og «Najaden», briggerne «St. Thomas» og «Merkur» samt damperen «Gejser», med og forhindrede derved fjendens overgang til Fyn, medens «Hekla» med nogle kanonbåde optog en afdeling, som ved tilbagetoget var bleven afskåret ved Egernførde; samtidig blokerede 2 fregatter og 2 korvetter de tyske Østersøhavne. Nogen større Affære forefaldt dog ikke på søen, da fjenden som bekendt ingen anden søstyrke besad end Kanonbåde og mindre armerede hjuldampskibe; dog bør det nævnes, at Bille, harmfuld over at se Fredericia i tyskernes vold, med «Hekla» og 6 kanonbåde 8. maj foretog et bombardement af denne fæstning. Forblev end Beskydningen uden andet resultat, end at fjenden til gengæld beskød Strib og den åbne by Middelfart, så bidrog den dog til at løfte den noget sunkne stemning i landet og forskaffede Bille en stor popularitet i befolkningen. Ved nævnte lejlighed led «Hekla» en del skade, mandefaldet var på dansk side 6 døde og 17 sårede. Bille forfremmedes til kommandørkaptajn og overtog i juni måned befalingen over Nordsøeskadren, bestående af de 4 fregatter «Bellona», «Gefion», «Thetis» og «Havfruen», med hvilke Elben og Weseren blokeredes.
1849 var han på ny eskadrechef for 4 fregatter og dampskibet «Gejser» i Nordsøen, blokerede atter og havde nogle mindre træfninger at bestå mod armerede tyske dampere; derimod måtte han dette år ganske opgive forsvaret af Vesterhavsøerne, da han i de snævre farvande mellem disse savnede passende krigsfartøjer til at imødegå de der stationerede slesvig-holstenske Kanonbaade. Først året efter lykkedes det at få nogle danske kanonbåde sendt der over gennem Limfjorden og med dem at fordrive fjenden. I krigens sidste år, efter at det tyske forbund havde sluttet fred, og kampen altså kun førtes mod oprørerne, var han chef for eskadren på Østkysten med sin stander hejst i dampskibet «Skirner». Med undtagelse af «Heklas» kamp med den slesvig-holstenske armerede damper «von der Tann», som kom i brand og sprang i luften, var her i øvrigt kun lidt eller ingen lejlighed til at høste laurbær;
dog bør det nævnes, at Bille 12.-13. september 1850 efter Slaget ved Mysunde tog væsentlig del i kampen mod insurgenterne ud for Egernførde, på hvis fjord endnu den året før af de tyske rigstropper erobrede fregat «Gefion» lå som neutral.
Kort efter fredens med krigens afslutning var Billes færd på søen også afsluttet. Om hans mod, sømandsdygtighed, energi og begavelse hersker der kun én mening; derimod kan det ikke nægtes, at han, netop i kraft af disse egenskaber, undertiden optrådte lidt strengt over for underordnede. Hans færd på søen ophørte altså, men dermed ingenlunde hans virksomhed.

## Politiker
Efter indførelsen af den frie forfatning førte hans livlige ånd og den anseelse, hvori han stod, ham snart ind på politikken, og 27. januar 1852
trådte han som marineminister ind i det Bluhmeske ministerium og forblev i denne stilling, efter at Anders Sandøe Ørsted havde overtaget regeringens ledelse, indtil 12. december 1854. På grund af nogle søudrustninger, han i 1854, mens vestmagterne krigedes mod Rusland i Krim-krigen, havde ladet foretage uden Rigsdagens samtykke, sattes han under rigsretsanklage, men frifandtes 1856 tillige med hele det øvrige ministerium. 1852 blev Bille medlem af Folketinget som repræsentant for Københavns 8. kreds, men året efter stillede han sig ikke til genvalg. Derimod overtog han atter 24. februar 1860 marineminister-Portefeuillen i det Hallske Ministerium, der dannedes 1860, og forblev i dette indtil 31. december 1863. Om hans forvaltning af Marinens anliggender kan det her siges, at han stedse lagde en varm interesse og et klart blik for dagen, hvilket på et tidspunkt, da alt det gamle kasseredes for at erstattes af nyt og uprøvet (dampskibe, panserskibe, riflede kanoner og meget andet), var så meget vanskeligere at tilegne sig; men han erhvervede sig også en del modstandere i tingene, navnlig blandt det liberale parti, der ikke så villig bøjede sig for hans tro på nødvendigheden af vort søforsvars kraftige udvikling.
Efter at være afgået som minister var Bille en tid lang flådeinspektør og chef for søofficerskorpset; i 1864 tillagdes der ham viceadmirals karakter. I foråret 1868 tog han selv sin afsked af statstjenesten og tillagdes da rang med gehejmestatsministre.
Som et mærkeligt tegn på den ånds- og legemsfriskhed, Bille endnu i sin højere alder besad, bør det endnu anføres, at han i 1864 på opfordring af daværende Konseilspræsident Monrad foretog en rejse til Kina som regeringens befuldmægtigede til at ratificere handelstraktaten med dette land som Valdemar Rudolph Raasløff afsluttet 1863. Sine indtryk fra denne tur har han samlet og beskrevet i en 1865 udkommen særskilt bog: Min Rejse til Kina. Lige indtil sin død vedblev han desuden at interessere sig for offentlige anliggender, særlig sådanne, der vedkom marinen og Søværnet; både i tidsskrifter og blade havde han jævnlig ordet for i et livligt og kraftigt sprog at give sit bidrag til diskussionen.
Bille var dekoreret med Dannebrogsordenens Storkors (1857) foruden flere høje udenlandske ordener, desuden var han 1842 bleven udnævnt til kammerherre. Han døde
2. maj 1883 og blev under stor deltagelse begravet på Holmens Kirkegård.